# Encore (film, 1988)
Pour les articles homonymes, voir Encore et Once More.
Pour plus de détails, voir Fiche technique et Distribution.
Encore (once more) est un film français réalisé par Paul Vecchiali, sorti en 1988.

## Synopsis
15 octobre 1978. Louis, un cadre d'une quarantaine d'années qui mène une vie bourgeoise, réalise qu'il ne peut plus continuer à vivre avec son épouse Sybèle. Il n'a pas d'autre femme, pas de liaison : il ne supporte tout simplement plus la vie qu'il mène. Un an plus tard, la rupture est consommée. Louis fait ensuite la connaissance de deux marginaux, dont il se met à partager la vie aventureuse. Plus tard, par l'entremise de ses nouveaux amis, Louis rencontre un homosexuel nommé Frantz : il succombe à ses avances, et en tombe follement amoureux. Au fil du temps qui passe, Louis assume de mieux en mieux sa nouvelle sexualité. Mais déjà, les années 1980 sont là, et le sida, dont les homosexuels sont les premières victimes, fait des ravages...

## Fiche technique
- Titre : Encore (l'auteur préfère le titre original Once More)
- Réalisation, scénario, dialogues : Paul Vecchiali
- Photographie : Georges Strouvé
- Musique : Roland Vincent
- Production : Diagonale / La Sept
- Format : couleur - Son : stéréo
- Langue : français
- Durée : 83 minutes
- Genre : drame

## Distribution
- Jean-Louis Rolland : Louis
- Florence Giorgetti : Sybèle
- Pascale Rocard : Anne-Marie, fille de Louis et Sybèle
- Nicolas Silberg : Ivan, ami de Louis et Frantz
- Patrick Raynal : Frantz
- Séverine Vincent : "Immondice", jeune chanteuse, vivant chez Ivan
- Michel Gautier : Michel, compagnon de Louis
- Dora Doll : la mère de Sybèle
- Catherine Becker : Cathy, médecin, amie de Louis
- Albert Dupontel : Alain, gendre  de Louis
- Anne Richard : Marthe, jeune fille éprise de Louis
- André Sallée : André, vieil homosexuel